# Vulfpeck
I Vulfpeck sono un gruppo statunitense fondato nel 2011, composto da Jack Stratton, Theo Katzman, Joe Dart e Woody Goss. Il loro stile è debitore del funk e degli stili ritmici degli anni ottanta. Hanno inciso 7 album in studio più una compilation, un album dal vivo e 4 EP. Due dei loro album pubblicati su Spotify intitolati Sleepify e Official Statement sono interamente composti da brani di assoluto silenzio. Gli incassi provenienti da questo album hanno permesso alla band di realizzare nel 2014 un tour ad ingresso libero.

## Storia del gruppo
Il gruppo inizia la propria attività nel 2011 con la pubblicazione dell'EP Mit Peck; la traccia viene notata per la performance del basso dalla rivista online No Treble. Segue la pubblicazione dell'EP Vollmich, nel 2012. L'anno seguente il gruppo pubblica l'EP My First Car, segnando l'inizio della collaborazione con Antwaun Stanley, cantante del brano Wait for the Moment. Nel 2014 esce Fugue State. Sempre nel 2014 il gruppo raggiunge per la prima volta l'attenzione mediatica attraverso la pubblicazione sulla piattaforma Spotify dell'album Sleepify, progetto costituito interamente da tracce completamente silenti. Sebbene sia stato successivamente rimosso da Spotify per violazione dei termini contrattuali, l'album ha ottenuto un numero di ascolti sufficienti a generare oltre ventimila dollari di introiti, permettendo dunque al gruppo di organizzare il suo primo tour.
Nel 2015 il gruppo pubblica l'album Thrill of the Arts, pubblicando da quel momento in poi un nuovo album in studio all'anno fino al 2018. Si dedica inoltre ad esibizioni televisive e concerti, ottenendo dei riconoscimenti dalla critica tra cui l'inserimento di Joe Dart in vetta alla classifica dei migliori nuovi bassisti stilata dalla rivista britannica Bass Guitar. Nel 2019 il gruppo riesce a organizzare un concerto sold out al Madison Square Garden senza il supporto di etichette discografiche o manager. La registrazione di tale concerto viene utilizzata per la creazione del primo album dal vivo del gruppo, intitolato semplicemente Live at Madison Square Garden. Oltre ai Vulfpeck, al concerto partecipano diversi ospiti, tra cui Nate Smith, Charles Jones, Chris Thile, e Dave Koz.
Nel 2020 il gruppo pubblica l'album The Joy of Music, the Job of Real Estate. Nel 2022 pubblicano il singolo Sauna che anticipa la pubblicazione dell'album Schvitz.

## Formazione
- Jack Stratton - tastiere, batteria, chitarra

È cresciuto a Cleveland Heights in Ohio e ha iniziato a suonare la batteria in giovane età. È stato influenzato da Bernard Purdie e dai The Meters. Al college è stato il frontman della band Groove Spoon. Si occupa della maggior parte della gestione e della produzione dei Vulfpeck. In gioventù ha praticato hockey sul ghiacco con i fratelli Kelce.
- Theo Katzman - chitarra, batteria, voce

È cresciuto a Long Island, New York. Da adolescente ha suonato la batteria, la chitarra e scriveva canzoni. Al college è stato un membro della band Ella Riot. Nel 2017 ha pubblicato l'album Heartbreak Hits.
- Woody Goss - tastiere

È cresciuto a Skokie in Illinois ed ha iniziato a suonare il pianoforte all'età di 7 anni. È stato influenzato da Thelonious Monk e ha suonato prima jazz passando poi al funk. Al college si è esibito con diverse band e nel 2016 ha pubblicato l'album Solo Rhodes.
- Joe Dart - basso

È cresciuto a Harbor Springs in Michigan ed ha iniziato a suonare il basso a 10 anni. Il bassista che lo ha maggiormente influenzato è Flea, ma tra i suoi preferiti ci sono anche Pino Palladino, Rocco Prestia e Verdine White.

### Turnisti
- Joey Dosik - Sassofono contralto, tastiere, chitarra, voce (2016 - presente);
- Cory Wong - Chitarra (2016 - presente);
- Antwaun Stanley - Voce (2016 - presente).

## Discografia

### Album in studio
- 2014 – Sleepify
- 2014 – Official Statement
- 2015 - Thrill of the Arts
- 2016 - The Beautiful Game
- 2017 - Mr. Finish Line
- 2018 - Hill Climber
- 2020 - The Joy of Music, the Job of Real Estate
- 2022 - Schvitz
- 2025 - Clarity of Cal

### Album live
- 2019 - Live at Madison Square Garden

### Raccolte
- 2015 - Vinyl Discography (2011-2014)

### EP
- 2011 - Mit Peck
- 2012 - Vollmilch
- 2013 - My First Car
- 2014 - Fugue State